# Ishi no Hōden
L'Ishi no Hōden (japonès: 石の宝殿), també anomenat Ame no Ukiishi (japonès: 天の浮石), és un monument megalític situat als terrenys de l'Ōshiko Jinja (生石神社), un santuari xintoista situat a la ciutat de Takasago, prefectura de Hyōgo a la regió de Kansai del Japó. D'edat desconeguda, va ser designat Lloc Històric Nacional del Japó el 1979 conjuntament amb les properes pedreresde Tatsuyama (竜山石採石遺跡, Tatsuyama Ishisaieki iseki), que daten del període Kofun.
El monòlit es troba a 1,5 quilòmetres de l'estació de Hoden de Takasago.

## Descripció
L'Ishi no Hōden està fet de tuf i està envoltat per tres costats per roca base sense processar. Amb un pes estimat en 500 tones, mesura 6,4 metres d'ample per 5,7 metres d'alt i 7,2 metres de gruix. Està tallat en forma de dos paral·lelepípedes rectangulars plans orientats verticalment i entrepant un petit paral·lelepípede rectangular. Un dels costats té un ressalt en forma d'una piràmide.

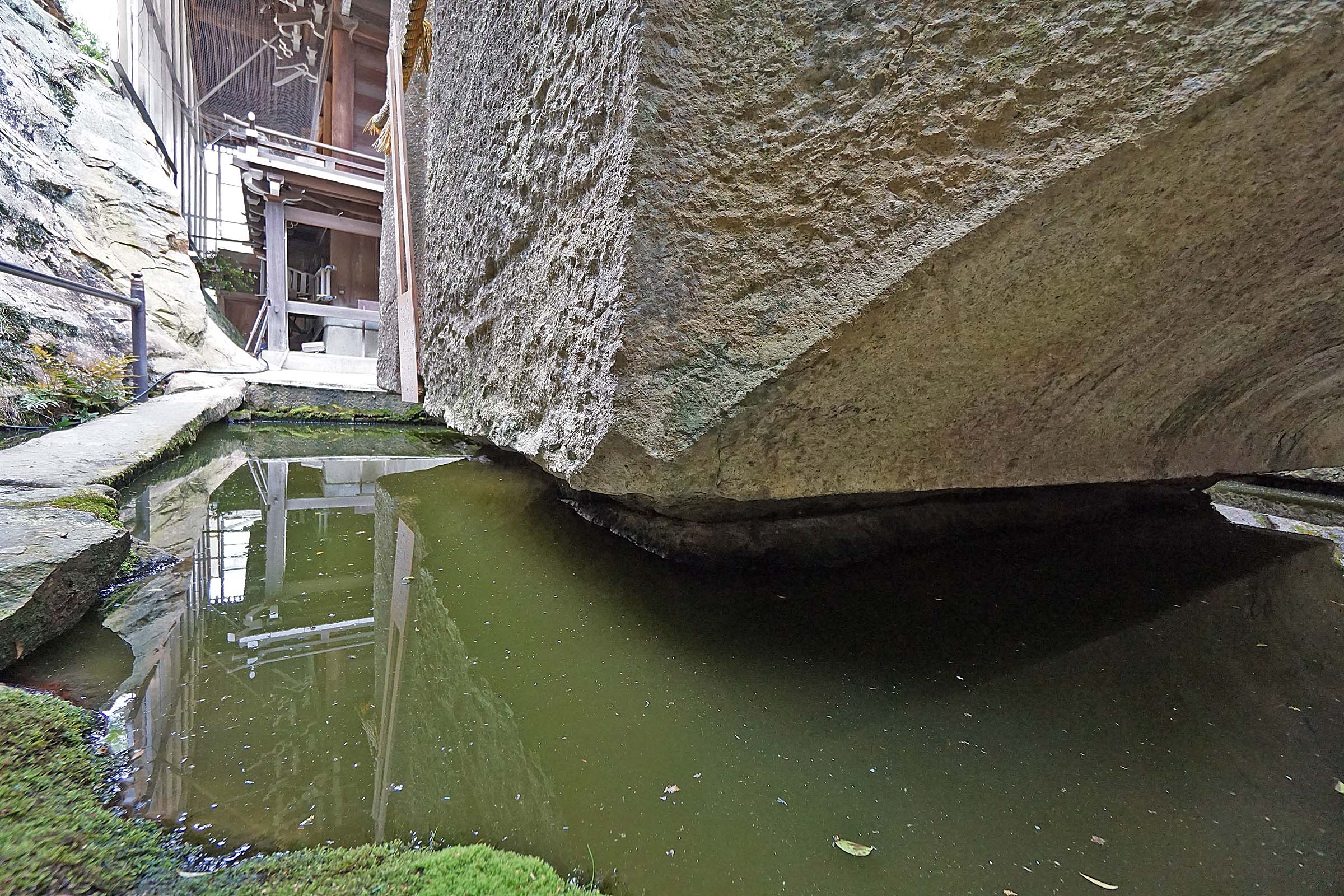
Base "flotant" del monument.

L'espai entre el llit de roca circumdant i el megàlit és prou ampli perquè hi pugui passar un adult, i és possible de circula-hi (cal entrada). El monòlit està situat en una gran depressió, que forma un estany a la seva base. El monòlit està tallat amb un pilar al centre de la seva base, que no és visible a l'alçada dels ulls, de manera que sembla que el monòlit està flotant per sobre de l'estany.

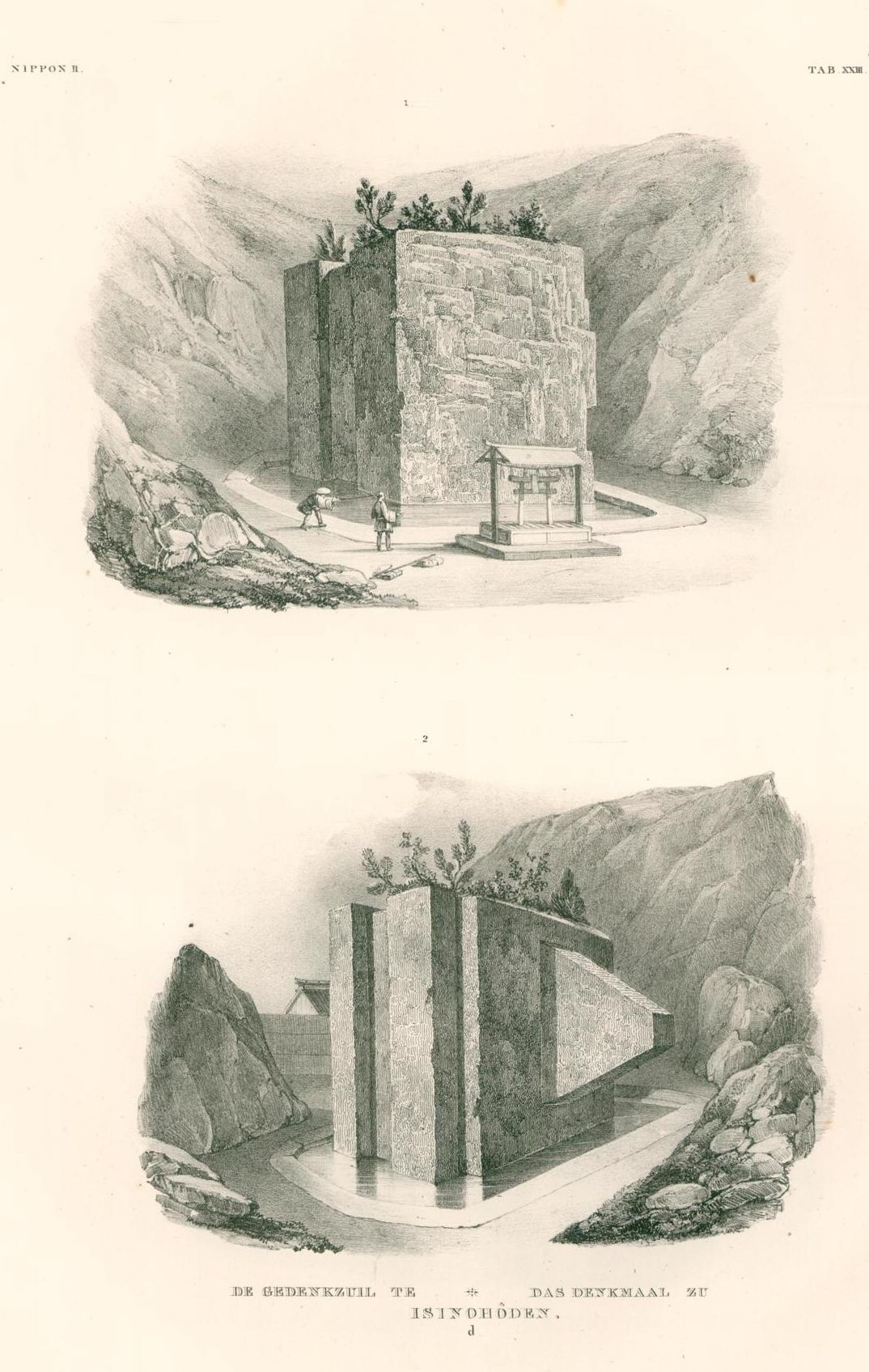
Dibuixos de van Siebold apareguts a Nippon.

Del 2005 al 2006, el Consell d'Educació de la ciutat de Takasago va dur a terme mesuraments tridimensionals làser per confirmar-ne la forma amb la col·laboració de l'Institut de Recerca de la Universitat d'Otemae. Tanmateix, la data en què es va tallar el monòlit, per qui i amb quina finalitat romanen completament desconeuts.

## Hipòtesis
Hi ha desenes de llegendes, hipòtesis i teories sobre la creació d'aquesta pedra.
Segons la mitologia xintoista, els kami Ōkuninushi i Sukunabikona van arribar d'Izumo a Harima i van intentar construir un palau de pedra durant la nit. Els seus esforços es van veure frustrats per una rebel·lió dels kami d'Harima, i el palau parcialment acabat va ser enderrocat. No obstant això, Ōkuninushi i Sukunabiko van decidir protegir la terra.
El monòlit s'esmenta al Harima Kokudo Fudoki (cròniques antigues que descriuen la província de Harima), està datat emtre el 713 i el 717, que l'atribueix a Mononobe no Moriya per ordres del príncep Shotoku, tot i que quan el príncep Shotoku es va convertir en regent, Mononobe no Moriya feia temps que havia mort. Més tard, amb el desenvolupament de la civilització a la regió de Kansai, al costat d'aquesta pedra s'hi va construir un santuari xintoista anomenat Ōshiko, en honor al déu Ōkuninushi.
Durant el període Edo, Philipp Franz von Siebold va prendre nota del monument i en va deixar tres esbossos detallats al primer volum de la seva obra Nippon. Archiv zur Beschreibung von Japan und dessen Neben- und Schutzländern de 1832.

## Pedreres de Tatsuyama
"Pedra de Tatsuyama" és el nom donat al tuf soldat amb riolita que es troba a la riba dreta del curs inferior del riu Kakogawa. És un dipòsit gruixut de flux piroclàstic expulsat per l'activitat volcànica a finals del Cretaci fa uns 100 milions d'anys i té la densitat i la resistència adequades com a material de construcció.

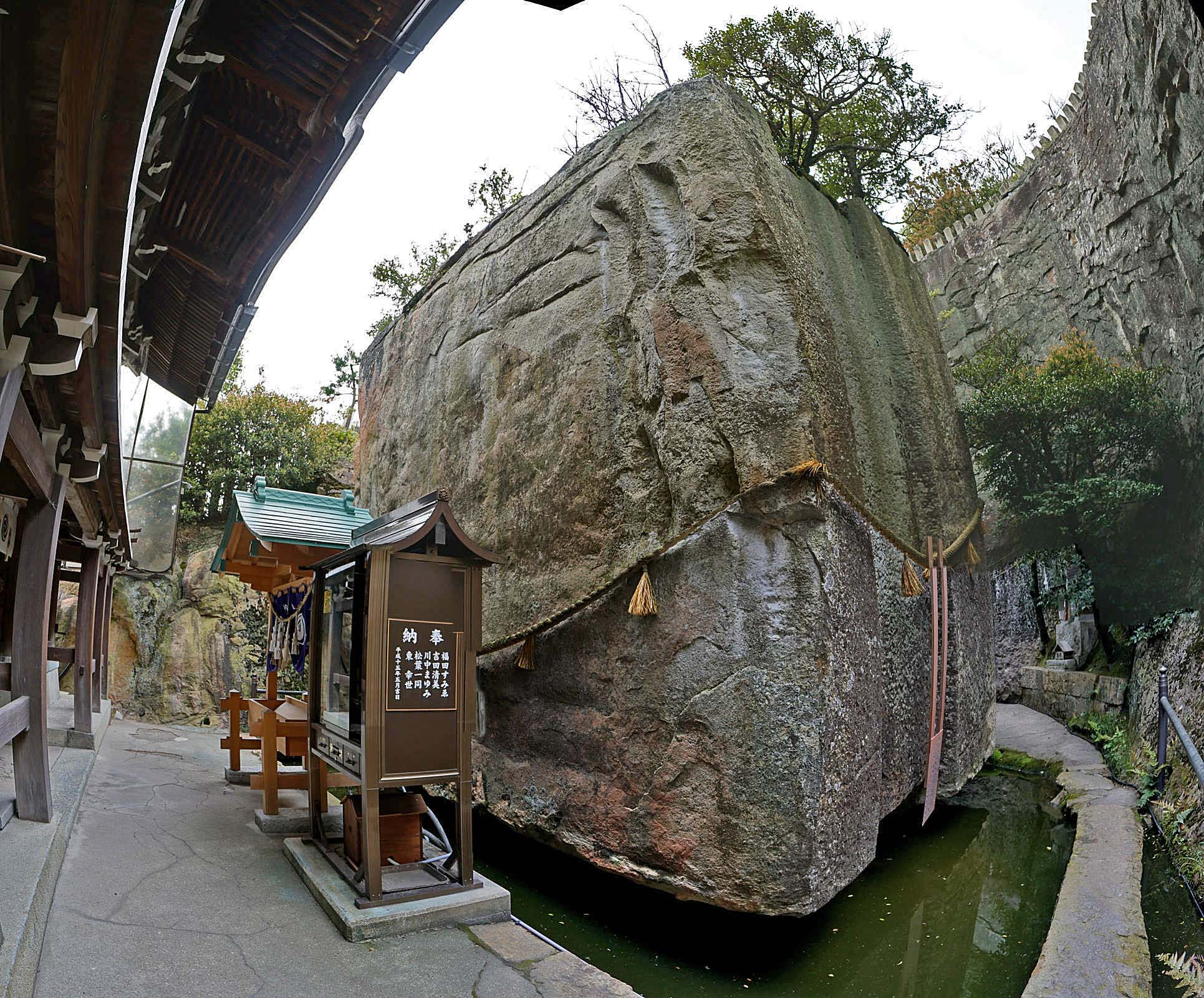
Ishi no Hoden.

S'han trobat restes de pedreres a nombrosos llocs dins dels límits de la ciutat de Takasago, de les quals queden 162 ubicacions que cobreixen 670.000 m². Aquestes pedreres han estat en funcionament durant més de 1700 anys, des del període Kofun fins a l'actualitat. 31 d'aquests llocs dins dels barris de Tatsuyama i Hodenyama, que cobreixen 110.000 m², van ser seleccionats per a la seva protecció com a Lloc Històric Nacional el 1979.
La pedra d'aquestes pedreres es transportava en vaixell des del riu Hokkesantani que flueix prop de la pedrera, i s'utilitzava per a edificis i la construcció de Budes de pedra. Es va utilitzar com a material per a molts sarcòfags del període Kofun mitjà i final i les primeres pedres del Palau Heijo i diversos temples de la regió de Yamato. En temps més moderns, es va utilitzar en els murs de pedra del castell de Himeji, el Palau Imperial de Tòquio i l'edifici de la Dieta Nacional.